# 레티시아 필리프
레티시아 마리 필리프(프랑스어: Laëtitia Marie Philippe, 1991년 4월 30일~)는 프랑스의 축구 선수이다. 포지션은 골키퍼이며, 현재 프랑스 디비지옹 1 페미닌의 르아브르 AC에서 활동하고 있다.